# Sternberg (Johannesberg)
Sternberg ist ein Gemeindeteil der Gemeinde Johannesberg im unterfränkischen Landkreis Aschaffenburg in Bayern.

## Geographie
Das Dorf liegt auf 350 m ü. NHN an der Kreisstraße AB 13 zwischen Rückersbach und Johannesberg am Königsstein (381 m). Sternberg befindet sich auf der Gemarkung von Rückersbach.

## Geschichte
1812 gehörte ein "Hof Sternberg" zur Mairie Rückersbach, die bei 30 Feuerstellen insgesamt 199 Einwohner hatte und ihrerseits zum Gebiet der Districtsmairie Kaltenberg im Departement Aschaffenburg des Großherzogtums Frankfurt gehörte. 1845 bestand der Rückersbacher Ortsteil Sternberg bereits aus neun Anwesen.
Am 1. Juli 1862 wurde das Bezirksamt Alzenau gebildet, auf dessen Verwaltungsgebiet Sternberg lag. 1939 wurde wie überall im Deutschen Reich die Bezeichnung Landkreis eingeführt. Sternberg gehörte nun zum Landkreis Alzenau in Unterfranken (Kfz-Kennzeichen ALZ). Mit Auflösung des Landkreises Alzenau im Jahre 1972 kam Sternberg in den neu gebildeten Landkreis Aschaffenburg (Kfz-Kennzeichen AB).